# Arda van Armenië
Arda of Arete van Armenië (gestorven: na 1116) was koningin van Jeruzalem en was de tweede echtgenote van Boudewijn I van Jeruzalem. Zij was de eerste koningin-gemalin van Jeruzalem omdat Boudewijns broer Godfried van Bouillon ongetrouwd was gebleven.

## Biografie
Arda was waarschijnlijk de dochter van de Armeense heerser Thoros van Marash. Uit politieke overtuigingen huwde Boudewijn I van Jeruzalem haar nog tijdens de Eerste Kruistocht in 1097. Bij het huwelijk werd een bruidsschat van 60.000 gouden bezanten toegezegd aan Boudewijn, maar hier verkreeg hij er slechts 6.000 van.
In het jaar 1100 werd Boudewijn I koning van Jeruzalem en liet hij zijn vrouw achter in Edessa. Tot dan toe was het huwelijk slecht verlopen: Arda had nog geen kinderen kunnen krijgen en door het verlies van zijn grondgebied was haar vader ook niet in de gelegenheid om de bruidsschat uit te betalen. Na een paar jaar riep Boudewijn Arda toch bij zich en via Antiochië en Jaffa reisde ze naar Jeruzalem.
Arda was nog niet lang in Jeruzalem toen Boudewijn het proces in gang zette om hun huwelijk nietig te laten verklaren. Dit deed hij met de claim dat Arda hem ontrouw was geweest tijdens haar reis naar Jeruzalem, maar waarschijnlijk is deze claim niet waar. Arda werd door Boudewijn gedwongen in te trekken in een katholiek klooster.
Uiteindelijk verkreeg Arda toch toestemming om het klooster te verlaten en haar vader in Constantinopel te bezoeken en aan het Griekse hof leidde ze vervolgens een kleurrijk leven, volgens kroniekschrijver Willem van Tyrus. In de tussentijd hertrouwde Boudewijn I met Adelheid del Vasto, maar vanwege de bigamie moest hij al na vijf jaar het huwelijk beëindigen. Hierop riep Boudewijn ook Arda terug naar Jeruzalem, maar Arda weigerde dit te doen.